# Ki-Hyang Lee

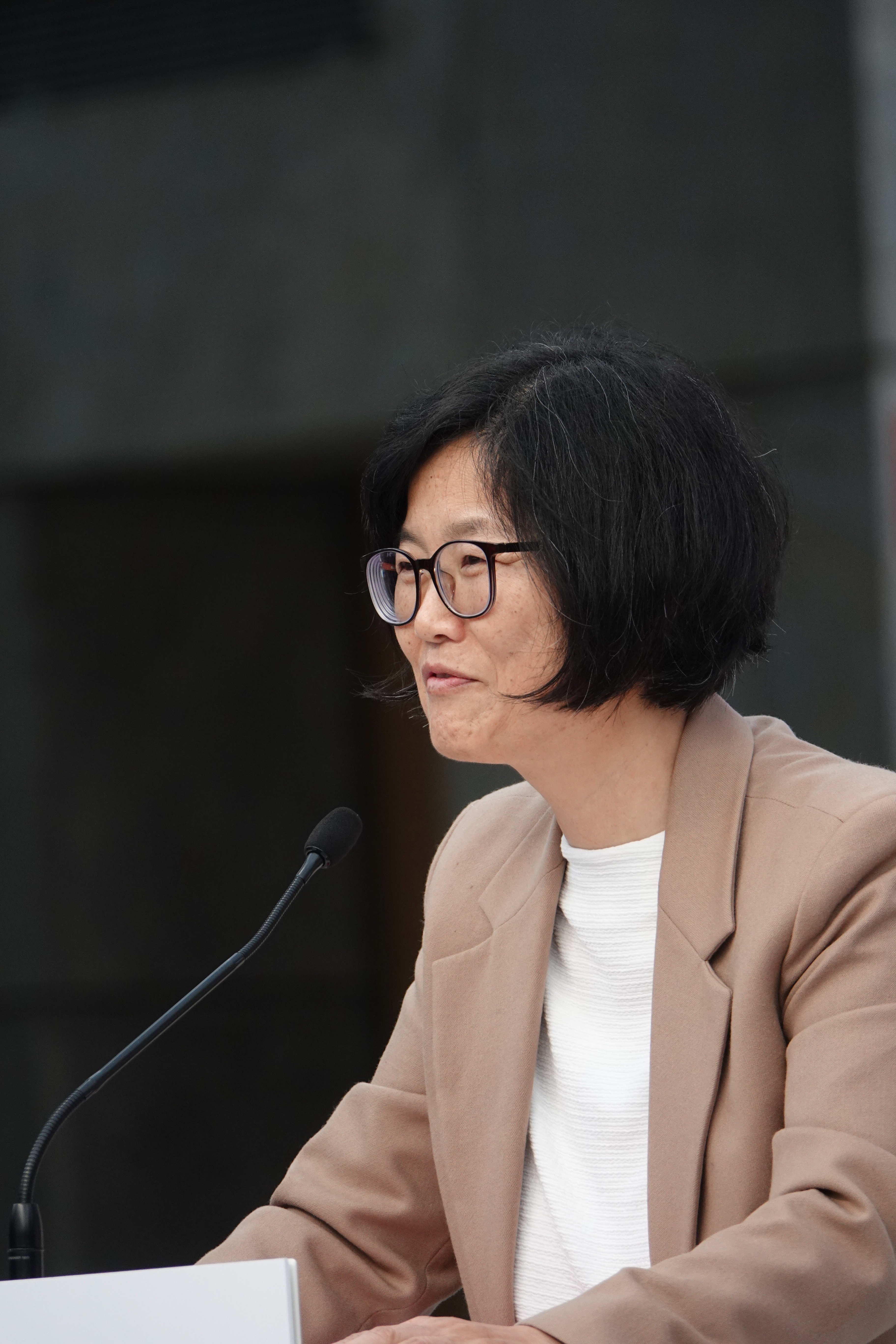
Leipziger Buchmesse 2024

Ki-Hyang Lee (koreanisch 이기향; * 1967 in Seoul) ist eine südkoreanisch-deutsche Verlegerin und literarische Übersetzerin. 2024 erhielt sie den Preis der Leipziger Buchmesse in der Sparte Übersetzung.

## Biografie
Ki-Hyang Lee wurde als eines von acht Geschwistern in Seoul geboren. Sie studierte Germanistik, Pädagogik und Japanologie in Seoul, Würzburg und München. 1992 kam sie nach Deutschland und promovierte 2001 an der Universität Würzburg über das Thema „Armut als neue Qualität der Helden im Fortunatus und im Goldfaden“. Um diese Zeit begann sie auch mit Übersetzungen aus dem Koreanischen ins Deutsche und war damit eine der ersten im Bereich der literarischen Übersetzungen. Sie ist auch die Übersetzerin der Werke der Literaturnobelpreisträgerin Han Kang.
Seit 2011 ist sie Verlegerin des Märchenwald Verlag München, der insbesondere asiatische Kinderbücher in deutscher Übersetzung und bilinguale, koreanisch-deutsche Fassungen von Literaturwerken herausgibt. Sie arbeitet als Lektorin und Übersetzerin sowie als Dozentin am Institut für Sinologie der Ludwig-Maximilians-Universität München. Sie lebt in München und ist zweifache Mutter.

## Auszeichnungen und Ehrungen
- 2024: Preis der Leipziger Buchmesse für die Übersetzung von Der Fluch des Hasen von Bora Chung[8]

## Werke (Auswahl)
Zu ihren Übersetzungen ins Deutsche gehören:
- Bandi: Denunziation: Erzählungen aus Nordkorea. 1.  Auflage. Piper, München 2017, ISBN 978-3-492-05822-3.
- Han Kang: Die Vegetarierin. 1.  Auflage. Aufbau Taschenbuch, Berlin 2017, ISBN 978-3-7466-3333-6.
- Cho Nam-Joo: Kim Jiyoung, geboren 1982. 1.  Auflage. Kiepenheuer & Witsch, Köln 2022, ISBN 978-3-462-00356-7.
- Kim Hye-Jin: Die Tochter. 1.  Auflage. Hanser, Köln 2022, ISBN 978-3-446-27364-1.
- Bora Chung: Der Fluch des Hasen. CulturBooks Verlag, Hamburg 2023, ISBN 978-3-95988-190-6.